# Gustave Niebaum
Gustave Niebaum, född Gustaf Ferdinand Nybom 31 augusti 1842 i Helsingfors, död 1908, var en finlandssvensk sjökapten. Han utbildade sig i Helsingfors innan han avseglade till Alaska, via San Francisco, för att delta i säljakt och skinnhandel.
Niebaum kände två av de finländska guvernörerna av Alaska, när Alaska ännu var del av det ryska kejsardömet. Niebaum kartlade även delar av den alaskiska kustlinjen. Han var även en av de bidragande krafterna till att USA köpte Alaska från Ryssland när han verkade som rysk konsul i San Francisco.
År 1879 grundade Niebaum en vingård som senare skulle komma att uppköpas av Francis Ford Coppola år 1975, en tid kallad the Niebaum-Coppola Winery.
Vingården och vinodlingen utvecklades ursprungligen av Niebaum som den entreprenör, utforskare, skinnjägare och sjökapten som han var. Han köpte Inglenookfastigheten år 1880 och började utveckla den till en vingård som senare skulle rivalisera med de finaste chateauxerna i Bordeaux, Frankrike. Vingården som Gustav Niebaum färdigställde 1887 var verkligen jämställd i skönhet med sina franska motsvarigheter och det var även det första Bordeauxaktiga vingården i USA. Under världsutställningen år 1889 i Paris vann Niebaums viner guldmedaljer vilket innebar att Gustave Niebaum blev ett namn känt inom vincirklar.
Efter att Niebaum dog tog hans änka över affärerna till sin död år 1937. Gården övergick sedan i brorsons sons John Daniel Jr. och dennes systers ägo. Dessa hade båda växt upp på gården. År 1964 sålde John Daniel 380 000 m² av fastigheten inklusive delar av vingården och den historiska Inglenook Chateau vintillverkningsbyggnaden, vari han försålde en liten men viktig del av vingården.
Under Niebaumfamiljens styre serverades Inglenookviner till amerikanska presidenter och deras förärade gäster och vinerna belönades med ett mångfald internationella priser.